# Aenictus powersi
Aenictus powersi är en myrart som beskrevs av Wheeler och Chapman 1930. Aenictus powersi ingår i släktet Aenictus och familjen myror. Inga underarter finns listade i Catalogue of Life.

## Bildgalleri